# Trachystohamus
Trachystohamus is een kevergeslacht uit de familie van de boktorren (Cerambycidae). De wetenschappelijke naam van het geslacht werd voor het eerst geldig gepubliceerd in 1936 door Pic.

## Soorten
Trachystohamus is monotypisch en omvat slechts de volgende soort:
- Trachystohamus subelongatus Pic, 1936